# Qualificazioni al campionato europeo maschile di calcio 2020
     Paesi qualificati
     Paesi non qualificati

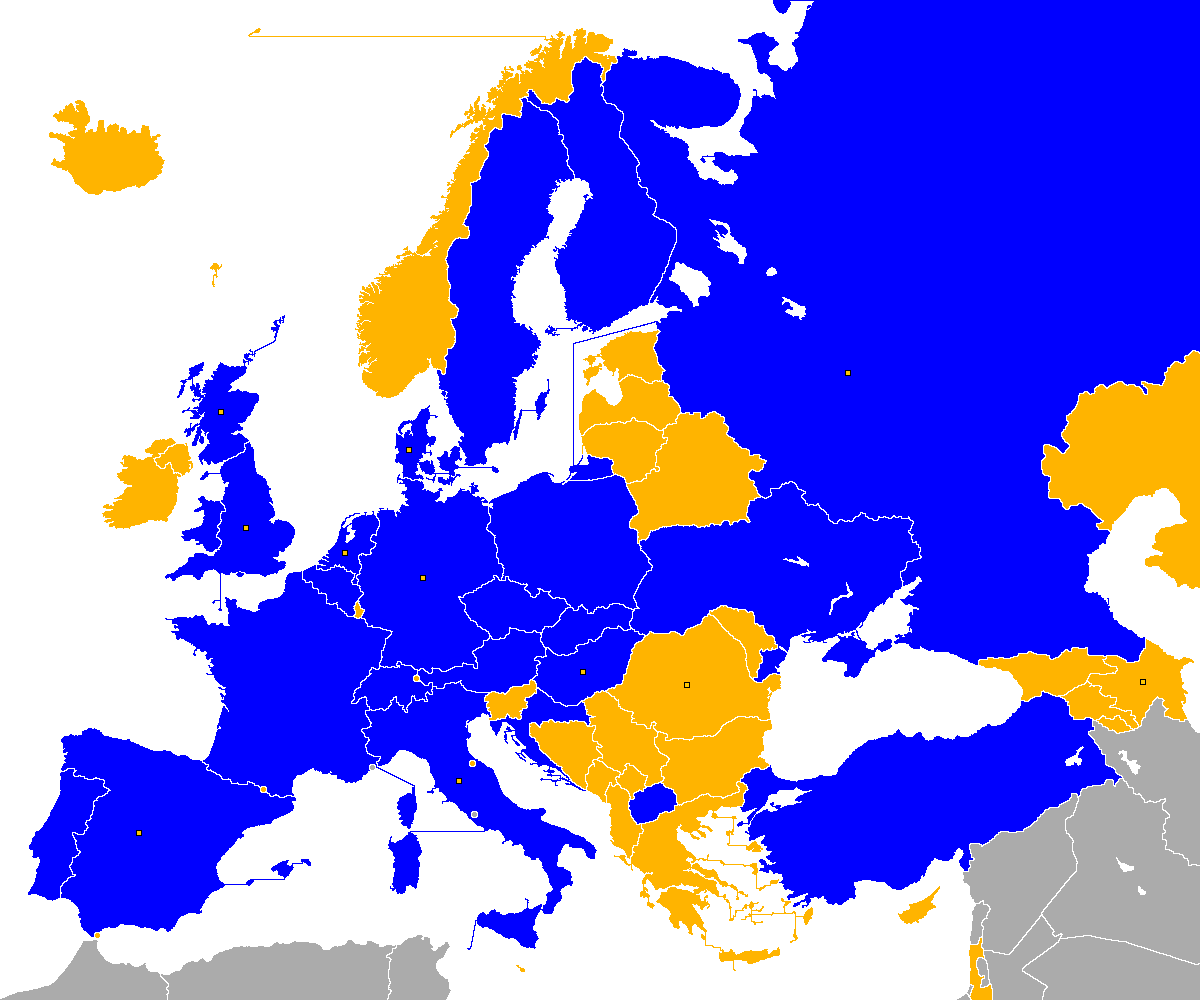
Paesi qualificati
Paesi non qualificati

Questa voce raccoglie un approfondimento sui risultati degli incontri e sulle classifiche per l'accesso alla fase finale del campionato europeo di calcio 2020.

## Formula e regolamento
In virtù dell'inedito formato itinerante della fase finale del torneo, a causa del quale non ci saranno squadre qualificate d'ufficio, e dell'introduzione della UEFA Nations League, il regolamento delle qualificazioni europee è stato radicalmente modificato. Nella prima fase le 55 nazionali appartenenti all'UEFA sono state divise in 10 gironi, cinque di questi composti da 5 squadre, mentre gli altri cinque composti da 6 squadre. Le quattro vincitrici dei gironi della Lega A della UEFA Nations League 2018-2019 sono state inserite nei gruppi da cinque, in modo da lasciar libera la finestra di giugno 2019 per disputare le finali della Nations League. Le prime due squadre classificate di ogni girone accederanno direttamente alla fase finale della competizione.
La seconda fase, denominata UEFA European Qualifiers play-off, si è disputata tra ottobre e novembre 2020 ed ha visto affrontarsi 16 nazionali, le prime quattro classificate nel ranking complessivo di ciascuna lega della UEFA Nations League 2018-2019. Nel caso in cui le vincitrici dei gironi della lega si fossero già qualificate, a disputare i play-off sono state le squadre che seguivano nel ranking complessivo della lega. Se anche queste si siano già qualificate, si procederebbe con la lega successiva, tenendo conto sempre del ranking complessivo.

## Sorteggio dei gruppi
Il sorteggio dei gironi si è svolto al Convention Centre di Dublino il 2 dicembre 2018, alle ore 11:00 locali (12:00 CET). Per la prima volta partecipa alle qualificazioni la nazionale di calcio del Kosovo.
La suddivisione in fasce è stata effettuata sulla base della classifica complessiva della UEFA Nations League 2018-2019. Le 4 squadre qualificate alle semifinali di Nations League sono state collocate in un'urna separata e sono state sorteggiate nei primi 4 gruppi (da A a D) che contengono solo cinque squadre, in modo da non dover giocare partite di qualificazione a giugno quando si è svolta la fase finale della Nations League. Conseguentemente le squadre dell'Urna 1 sono state sorteggiate nei gruppi da E a J. Le squadre dell'Urna 6 sono state sorteggiate nei gruppi da F a J (i restanti sono a 5 squadre).
| Squadra     | Posiz. |
| ----------- | ------ |
| Svizzera    | 1      |
| Portogallo  | 2      |
| Paesi Bassi | 3      |
| Inghilterra | 4      |

| Squadra | Posiz. |
| ------- | ------ |
| Belgio  | 5      |
| Francia | 6      |
| Spagna  | 7      |
| Italia  | 8      |
| Croazia | 9      |
| Polonia | 10     |

| Squadra              | Posiz. |
| -------------------- | ------ |
| Germania             | 11     |
| Islanda              | 12     |
| Bosnia ed Erzegovina | 13     |
| Ucraina              | 14     |
| Danimarca            | 15     |
| Svezia               | 16     |
| Russia               | 17     |
| Austria              | 18     |
| Galles               | 19     |
| Rep. Ceca            | 20     |

| Squadra          | Posiz. |
| ---------------- | ------ |
| Slovacchia       | 21     |
| Turchia          | 22     |
| Irlanda          | 23     |
| Irlanda del Nord | 24     |
| Scozia           | 25     |
| Norvegia         | 26     |
| Serbia           | 27     |
| Finlandia        | 28     |
| Bulgaria         | 29     |
| Israele          | 30     |

| Squadra    | Posiz. |
| ---------- | ------ |
| Ungheria   | 31     |
| Romania    | 32     |
| Grecia     | 33     |
| Albania    | 34     |
| Montenegro | 35     |
| Cipro      | 36     |
| Estonia    | 37     |
| Slovenia   | 38     |
| Lituania   | 39     |
| Georgia    | 40     |

| Squadra            | Posiz. |
| ------------------ | ------ |
| Macedonia del Nord | 41     |
| Kosovo             | 42     |
| Bielorussia        | 43     |
| Lussemburgo        | 44     |
| Armenia            | 45     |
| Azerbaigian        | 46     |
| Kazakistan         | 47     |
| Moldavia           | 48     |
| Gibilterra         | 49     |
| Fær Øer            | 50     |

| Squadra       | Posiz. |
| ------------- | ------ |
| Lettonia      | 51     |
| Liechtenstein | 52     |
| Andorra       | 53     |
| Malta         | 54     |
| San Marino    | 55     |

Nel sorteggio, oltre alla collocazione delle squadre finaliste della Nations League in gruppi da 5, sono state applicate le seguenti restrizioni:
- Nazioni ospitanti: Per fare in modo da lasciare aperta la possibilità che si qualifichino tutte e 12 le nazioni ospitanti (Azerbaigian, Danimarca, Inghilterra, Germania, Ungheria, Italia, Paesi Bassi, Irlanda, Romania, Russia, Scozia e Spagna), ogni gruppo può contenerne al massimo due.
- Ragioni politiche: Per ragioni politiche non possono essere sorteggiate nello stesso gruppo le seguenti coppie: Bosnia ed Erzegovina e Kosovo; Gibilterra e Spagna; Kosovo e Serbia. Anche le coppie Russia-Ucraina e Armenia-Azerbaigian sono state individuate per motivi politici, ma essendo collocate nella stessa fascia, non vi sono vincoli.
- Sedi invernali: Per minimizzare il rischio che più partite in uno stesso gruppo possano essere influenzate o addirittura rinviate per maltempo, ogni gruppo può contenere al massimo due tra le seguenti squadre: Bielorussia, Estonia, Fær Øer, Finlandia, Islanda, Lettonia, Lituania, Norvegia, Russia e Ucraina. In particolare Fær Øer, Finlandia e Islanda (definite "sedi super invernali") non possono giocare in casa nei mesi di marzo e novembre.
- Lunghezza delle trasferte: Al fine di evitare troppe trasferte molto lunghe per una stessa squadra, il Kazakistan può incontrare solo una tra Andorra, Inghilterra, Francia, Islanda, Malta, Irlanda del Nord, Portogallo, Irlanda, Scozia, Spagna e Galles; l'Azerbaigian può incontrare solo una tra Islanda e Portogallo; l'Islanda può incontrare solo una tra Armenia, Cipro, Georgia e Israele.[2]

| Gruppo A                                                   | Gruppo B                                                 | Gruppo C                                                            | Gruppo D                                                | Gruppo E                                                 |
| ---------------------------------------------------------- | -------------------------------------------------------- | ------------------------------------------------------------------- | ------------------------------------------------------- | -------------------------------------------------------- |
| - Inghilterra - Rep. Ceca - Bulgaria - Montenegro - Kosovo | - Portogallo - Ucraina - Serbia - Lituania - Lussemburgo | - Paesi Bassi - Germania - Irlanda del Nord - Estonia - Bielorussia | - Svizzera - Danimarca - Irlanda - Georgia - Gibilterra | - Croazia - Galles - Slovacchia - Ungheria - Azerbaigian |

| Gruppo F                                                 | Gruppo G                                                                 | Gruppo H                                                     | Gruppo I                                                     | Gruppo J                                                                       |
| -------------------------------------------------------- | ------------------------------------------------------------------------ | ------------------------------------------------------------ | ------------------------------------------------------------ | ------------------------------------------------------------------------------ |
| - Spagna - Svezia - Norvegia - Romania - Fær Øer - Malta | - Polonia - Austria - Israele - Slovenia - Macedonia del Nord - Lettonia | - Francia - Islanda - Turchia - Albania - Moldavia - Andorra | - Belgio - Russia - Scozia - Cipro - Kazakistan - San Marino | - Italia - Bosnia ed Erzegovina - Finlandia - Grecia - Armenia - Liechtenstein |

## Classifica generale
La classifica generale delle qualificazioni europee viene utilizzata sia per i sorteggi dei gironi sia come ultimo criterio in caso di eventuali pari merito nei gironi della fase finale degli Europei.
La classifica viene stilata secondo i seguenti criteri:
- posizione nel girone;
- maggior numero di punti.

Se due o più squadre sono a pari punti, la classifica sarà stilata considerando i seguenti criteri:
1. maggiore numero di punti negli scontri diretti tra le squadre interessate (classifica avulsa);
2. migliore differenza reti negli scontri diretti tra le squadre interessate (classifica avulsa);
3. maggiore numero di reti segnate negli scontri diretti tra le squadre interessate (classifica avulsa);
4. maggiore numero di reti segnate in trasferta negli scontri diretti tra le squadre interessate (classifica avulsa);
5. migliore differenza reti;
6. maggiore numero di reti segnate;
7. maggiore numero di reti segnate in trasferta;
8. miglior condotta fair play, ovvero minor numero di punti di penalizzazione nella classifica fair play così calcolata:
  - 1 punto per ogni ammonizione;
  - 3 punti per ogni espulsione diretta o doppia ammonizione nella stessa partita;
9. posizione nella classifica generale della UEFA Nations League 2018-2019.

## Date
| Fase          | Turno            | Date                |
| ------------- | ---------------- | ------------------- |
| Fase a gironi | Prima giornata   | 21–23 marzo 2019    |
| Fase a gironi | Seconda giornata | 24–26 marzo 2019    |
| Fase a gironi | Terza giornata   | 7–8 giugno 2019     |
| Fase a gironi | Quarta giornata  | 10–11 giugno 2019   |
| Fase a gironi | Quinta giornata  | 5–7 settembre 2019  |
| Fase a gironi | Sesta giornata   | 8–10 settembre 2019 |
| Fase a gironi | Settima giornata | 10–12 ottobre 2019  |
| Fase a gironi | Ottava giornata  | 13–15 ottobre 2019  |
| Fase a gironi | Nona giornata    | 14–16 novembre 2019 |
| Fase a gironi | Decima giornata  | 17–19 novembre 2019 |
| Spareggi      | Semifinali       | 8 ottobre 2020      |
| Spareggi      | Finali           | 12 novembre 2020    |

## Fase a gironi

### Gruppo A
| Squadra     | Pt | G | V | P | S | GF | GS | DR  |
| ----------- | -- | - | - | - | - | -- | -- | --- |
| Inghilterra | 21 | 8 | 7 | 0 | 1 | 37 | 6  | +31 |
| Rep. Ceca   | 15 | 8 | 5 | 0 | 3 | 13 | 11 | +2  |
| Kosovo      | 11 | 8 | 3 | 2 | 3 | 13 | 16 | -3  |
| Bulgaria    | 6  | 8 | 1 | 3 | 4 | 6  | 17 | -11 |
| Montenegro  | 3  | 8 | 0 | 3 | 5 | 3  | 22 | -19 |

| Squadra     | Inghilterra (bandiera) | Rep. Ceca (bandiera) | Bulgaria (bandiera) | Montenegro (bandiera) | Kosovo (bandiera) |
| ----------- | ---------------------- | -------------------- | ------------------- | --------------------- | ----------------- |
| Inghilterra |                        | 5 - 0                | 4 - 0               | 7 - 0                 | 5 - 3             |
| Rep. Ceca   | 2 - 1                  |                      | 2 - 1               | 3 - 0                 | 2 - 1             |
| Bulgaria    | 0 - 6                  | 1 - 0                |                     | 1 - 1                 | 2 - 3             |
| Montenegro  | 1 - 5                  | 0 - 3                | 0 - 0               |                       | 1 - 1             |
| Kosovo      | 0 - 4                  | 2 - 1                | 1 - 1               | 2 - 0                 |                   |

### Gruppo B
| Squadra     | Pt | G | V | P | S | GF | GS | DR  |
| ----------- | -- | - | - | - | - | -- | -- | --- |
| Ucraina     | 20 | 8 | 6 | 2 | 0 | 17 | 4  | +13 |
| Portogallo  | 17 | 8 | 5 | 2 | 1 | 22 | 6  | +16 |
| Serbia      | 14 | 8 | 4 | 2 | 2 | 17 | 17 | 0   |
| Lussemburgo | 4  | 8 | 1 | 1 | 6 | 7  | 16 | -9  |
| Lituania    | 1  | 8 | 0 | 1 | 7 | 5  | 25 | -20 |

| Squadra     | Portogallo (bandiera) | Ucraina (bandiera) | Serbia (bandiera) | Lituania (bandiera) | Lussemburgo (bandiera) |
| ----------- | --------------------- | ------------------ | ----------------- | ------------------- | ---------------------- |
| Portogallo  |                       | 0 - 0              | 1 - 1             | 6 - 0               | 3 - 0                  |
| Ucraina     | 2 - 1                 |                    | 5 - 0             | 2 - 0               | 1 - 0                  |
| Serbia      | 2 - 4                 | 2 - 2              |                   | 4 - 1               | 3 - 2                  |
| Lituania    | 1 - 5                 | 0 - 3              | 1 - 2             |                     | 1 - 1                  |
| Lussemburgo | 0 - 2                 | 1 - 2              | 1 - 3             | 2 - 1               |                        |

### Gruppo C
| Squadra          | Pt | G | V | P | S | GF | GS | DR  |
| ---------------- | -- | - | - | - | - | -- | -- | --- |
| Germania         | 21 | 8 | 7 | 0 | 1 | 30 | 7  | +23 |
| Paesi Bassi      | 19 | 8 | 6 | 1 | 1 | 24 | 7  | +17 |
| Irlanda del Nord | 13 | 8 | 4 | 1 | 3 | 9  | 13 | -4  |
| Bielorussia      | 4  | 8 | 1 | 1 | 6 | 4  | 16 | -12 |
| Estonia          | 1  | 8 | 0 | 1 | 7 | 2  | 26 | -24 |

| Squadra          | Paesi Bassi (bandiera) | Germania (bandiera) | Irlanda del Nord (bandiera) | Estonia (bandiera) | Bielorussia (bandiera) |
| ---------------- | ---------------------- | ------------------- | --------------------------- | ------------------ | ---------------------- |
| Paesi Bassi      |                        | 2 - 3               | 3 - 1                       | 5 - 0              | 4 - 0                  |
| Germania         | 2 - 4                  |                     | 6 - 1                       | 8 - 0              | 4 - 0                  |
| Irlanda del Nord | 0 - 0                  | 0 - 2               |                             | 2 - 0              | 2 - 1                  |
| Estonia          | 0 - 4                  | 0 - 3               | 1 - 2                       |                    | 1 - 2                  |
| Bielorussia      | 1 - 2                  | 0 - 2               | 0 - 1                       | 0 - 0              |                        |

### Gruppo D
| Squadra    | Pt | G | V | P | S | GF | GS | DR  |
| ---------- | -- | - | - | - | - | -- | -- | --- |
| Svizzera   | 17 | 8 | 5 | 2 | 1 | 19 | 6  | +13 |
| Danimarca  | 16 | 8 | 4 | 4 | 0 | 23 | 6  | +17 |
| Irlanda    | 13 | 8 | 3 | 4 | 1 | 7  | 5  | +2  |
| Georgia    | 8  | 8 | 2 | 2 | 4 | 7  | 11 | -4  |
| Gibilterra | 0  | 8 | 0 | 0 | 8 | 3  | 31 | -28 |

| Squadra    | Svizzera (bandiera) | Danimarca (bandiera) | Irlanda (bandiera) | Georgia (bandiera) | Gibilterra (bandiera) |
| ---------- | ------------------- | -------------------- | ------------------ | ------------------ | --------------------- |
| Svizzera   |                     | 3 - 3                | 2 - 0              | 1 - 0              | 4 - 0                 |
| Danimarca  | 1 - 0               |                      | 1 - 1              | 5 - 1              | 6 - 0                 |
| Irlanda    | 1 - 1               | 1 - 1                |                    | 1 - 0              | 2 - 0                 |
| Georgia    | 0 - 2               | 0 - 0                | 0 - 0              |                    | 3 - 0                 |
| Gibilterra | 1 - 6               | 0 - 6                | 0 - 1              | 2 - 3              |                       |

### Gruppo E
| Squadra     | Pt | G | V | P | S | GF | GS | DR  |
| ----------- | -- | - | - | - | - | -- | -- | --- |
| Croazia     | 17 | 8 | 5 | 2 | 1 | 17 | 7  | +10 |
| Galles      | 14 | 8 | 4 | 2 | 2 | 10 | 6  | +4  |
| Slovacchia  | 13 | 8 | 4 | 1 | 3 | 13 | 11 | +2  |
| Ungheria    | 12 | 8 | 4 | 0 | 4 | 8  | 11 | -3  |
| Azerbaigian | 1  | 8 | 0 | 1 | 7 | 5  | 18 | -13 |

| Squadra     | Croazia (bandiera) | Galles (bandiera) | Slovacchia (bandiera) | Ungheria (bandiera) | Azerbaigian (bandiera) |
| ----------- | ------------------ | ----------------- | --------------------- | ------------------- | ---------------------- |
| Croazia     |                    | 2 - 1             | 3 - 1                 | 3 - 0               | 2 - 1                  |
| Galles      | 1 - 1              |                   | 1 - 0                 | 2 - 0               | 2 - 1                  |
| Slovacchia  | 0 - 4              | 1 - 1             |                       | 2 - 0               | 2 - 0                  |
| Ungheria    | 2 - 1              | 1 - 0             | 1 - 2                 |                     | 1 - 0                  |
| Azerbaigian | 1 - 1              | 0 - 2             | 1 - 5                 | 1 - 3               |                        |

### Gruppo F
| Squadra  | Pt | G  | V | P | S | GF | GS | DR  |
| -------- | -- | -- | - | - | - | -- | -- | --- |
| Spagna   | 26 | 10 | 8 | 2 | 0 | 31 | 5  | +26 |
| Svezia   | 21 | 10 | 6 | 3 | 1 | 23 | 9  | +14 |
| Norvegia | 17 | 10 | 4 | 5 | 1 | 19 | 11 | +8  |
| Romania  | 14 | 10 | 4 | 2 | 4 | 17 | 15 | +2  |
| Fær Øer  | 3  | 10 | 1 | 0 | 9 | 4  | 30 | -26 |
| Malta    | 3  | 10 | 1 | 0 | 9 | 3  | 27 | -24 |

| Squadra  | Spagna (bandiera) | Svezia (bandiera) | Norvegia (bandiera) | Romania (bandiera) | Fær Øer (bandiera) | Malta (bandiera) |
| -------- | ----------------- | ----------------- | ------------------- | ------------------ | ------------------ | ---------------- |
| Spagna   |                   | 3 - 0             | 2 - 1               | 5 - 0              | 4 - 0              | 7 - 0            |
| Svezia   | 1 - 1             |                   | 1 - 1               | 2 - 1              | 3 - 0              | 3 - 0            |
| Norvegia | 1 - 1             | 3 - 3             |                     | 2 - 2              | 4 - 0              | 2 - 0            |
| Romania  | 1 - 2             | 0 - 2             | 1 - 1               |                    | 4 - 1              | 1 - 0            |
| Fær Øer  | 1 - 4             | 0 - 4             | 0 - 2               | 0 - 3              |                    | 1 - 0            |
| Malta    | 0 - 2             | 0 - 4             | 1 - 2               | 0 - 4              | 2 - 1              |                  |

### Gruppo G
| Squadra            | Pt | G  | V | P | S | GF | GS | DR  |
| ------------------ | -- | -- | - | - | - | -- | -- | --- |
| Polonia            | 25 | 10 | 8 | 1 | 1 | 18 | 5  | +13 |
| Austria            | 19 | 10 | 6 | 1 | 3 | 19 | 9  | +10 |
| Macedonia del Nord | 14 | 10 | 4 | 2 | 4 | 12 | 13 | -1  |
| Slovenia           | 14 | 10 | 4 | 2 | 4 | 16 | 11 | +5  |
| Israele            | 11 | 10 | 3 | 2 | 5 | 16 | 18 | -2  |
| Lettonia           | 3  | 10 | 1 | 0 | 9 | 3  | 28 | -25 |

| Squadra            | Polonia (bandiera) | Austria (bandiera) | Israele (bandiera) | Slovenia (bandiera) | Macedonia del Nord (bandiera) | Lettonia (bandiera) |
| ------------------ | ------------------ | ------------------ | ------------------ | ------------------- | ----------------------------- | ------------------- |
| Polonia            |                    | 0 - 0              | 4 - 0              | 3 - 2               | 2 - 0                         | 2 - 0               |
| Austria            | 0 - 1              |                    | 3 - 1              | 1 - 0               | 2 - 1                         | 6 - 0               |
| Israele            | 1 - 2              | 4 - 2              |                    | 1 - 1               | 1 - 1                         | 3 - 1               |
| Slovenia           | 2 - 0              | 0 - 1              | 3 - 2              |                     | 1 - 1                         | 1 - 0               |
| Macedonia del Nord | 0 - 1              | 1 - 4              | 1 - 0              | 2 - 1               |                               | 3 - 1               |
| Lettonia           | 0 - 3              | 1 - 0              | 0 - 3              | 0 - 5               | 0 - 2                         |                     |

### Gruppo H
| Squadra  | Pt | G  | V | P | S | GF | GS | DR  |
| -------- | -- | -- | - | - | - | -- | -- | --- |
| Francia  | 25 | 10 | 8 | 1 | 1 | 25 | 6  | +19 |
| Turchia  | 23 | 10 | 7 | 2 | 1 | 18 | 3  | +15 |
| Islanda  | 19 | 10 | 6 | 1 | 3 | 14 | 11 | +3  |
| Albania  | 13 | 10 | 4 | 1 | 5 | 16 | 14 | +2  |
| Andorra  | 4  | 10 | 1 | 1 | 8 | 3  | 20 | -17 |
| Moldavia | 3  | 10 | 1 | 0 | 9 | 4  | 26 | -22 |

| Squadra  | Francia (bandiera) | Islanda (bandiera) | Turchia (bandiera) | Albania (bandiera) | Moldavia (bandiera) | Andorra (bandiera) |
| -------- | ------------------ | ------------------ | ------------------ | ------------------ | ------------------- | ------------------ |
| Francia  |                    | 4 - 0              | 1 - 1              | 4 - 1              | 2 - 1               | 3 - 0              |
| Islanda  | 0 - 1              |                    | 2 - 1              | 1 - 0              | 3 - 0               | 2 - 0              |
| Turchia  | 2 - 0              | 0 - 0              |                    | 1 - 0              | 4 - 0               | 1 - 0              |
| Albania  | 0 - 2              | 4 - 2              | 0 - 2              |                    | 2 - 0               | 2 - 2              |
| Moldavia | 1 - 4              | 1 - 2              | 0 - 4              | 0 - 4              |                     | 1 - 0              |
| Andorra  | 0 - 4              | 0 - 2              | 0 - 2              | 0 - 3              | 1 - 0               |                    |

### Gruppo I
| Squadra    | Pt | G  | V  | P | S  | GF | GS | DR  |
| ---------- | -- | -- | -- | - | -- | -- | -- | --- |
| Belgio     | 30 | 10 | 10 | 0 | 0  | 40 | 3  | +37 |
| Russia     | 24 | 10 | 8  | 0 | 2  | 33 | 8  | +25 |
| Scozia     | 15 | 10 | 5  | 0 | 5  | 16 | 19 | -3  |
| Cipro      | 10 | 10 | 3  | 1 | 6  | 15 | 20 | -5  |
| Kazakistan | 10 | 10 | 3  | 1 | 6  | 13 | 17 | -4  |
| San Marino | 0  | 10 | 0  | 0 | 10 | 1  | 51 | -50 |

| Squadra    | Belgio (bandiera) | Russia (bandiera) | Scozia (bandiera) | Cipro (bandiera) | Kazakistan (bandiera) | San Marino (bandiera) |
| ---------- | ----------------- | ----------------- | ----------------- | ---------------- | --------------------- | --------------------- |
| Belgio     |                   | 3 - 1             | 3 - 0             | 6 - 1            | 3 - 0                 | 9 - 0                 |
| Russia     | 1 - 4             |                   | 4 - 0             | 1 - 0            | 1 - 0                 | 9 - 0                 |
| Scozia     | 0 - 4             | 1 - 2             |                   | 2 - 1            | 3 - 1                 | 6 - 0                 |
| Cipro      | 0 - 2             | 0 - 5             | 1 - 2             |                  | 1 - 1                 | 5 - 0                 |
| Kazakistan | 0 - 2             | 0 - 4             | 3 - 0             | 1 - 2            |                       | 4 - 0                 |
| San Marino | 0 - 4             | 0 - 5             | 0 - 2             | 0 - 4            | 1 - 3                 |                       |

### Gruppo J
| Squadra              | Pt | G  | V  | P | S | GF | GS | DR  |
| -------------------- | -- | -- | -- | - | - | -- | -- | --- |
| Italia               | 30 | 10 | 10 | 0 | 0 | 37 | 4  | +33 |
| Finlandia            | 18 | 10 | 6  | 0 | 4 | 16 | 10 | +6  |
| Grecia               | 14 | 10 | 4  | 2 | 4 | 12 | 14 | -2  |
| Bosnia ed Erzegovina | 13 | 10 | 4  | 1 | 5 | 20 | 17 | +3  |
| Armenia              | 10 | 10 | 3  | 1 | 6 | 14 | 25 | -11 |
| Liechtenstein        | 2  | 10 | 0  | 2 | 8 | 2  | 31 | -29 |

| Squadra              | Italia (bandiera) | Bosnia ed Erzegovina (bandiera) | Finlandia (bandiera) | Grecia (bandiera) | Armenia (bandiera) | Liechtenstein (bandiera) |
| -------------------- | ----------------- | ------------------------------- | -------------------- | ----------------- | ------------------ | ------------------------ |
| Italia               |                   | 2 - 1                           | 2 - 0                | 2 - 0             | 9 - 1              | 6 - 0                    |
| Bosnia ed Erzegovina | 0 - 3             |                                 | 4 - 1                | 2 - 2             | 2 - 1              | 5 - 0                    |
| Finlandia            | 1 - 2             | 2 - 0                           |                      | 1 - 0             | 3 - 0              | 3 - 0                    |
| Grecia               | 0 - 3             | 2 - 1                           | 2 - 1                |                   | 2 - 3              | 1 - 1                    |
| Armenia              | 1 - 3             | 4 - 2                           | 0 - 2                | 0 - 1             |                    | 3 - 0                    |
| Liechtenstein        | 0 - 5             | 0 - 3                           | 0 - 2                | 0 - 2             | 1 - 1              |                          |

## Spareggi

### Selezione delle nazionali
Accedono a questa fase 16 nazionali che non sono riuscite a qualificarsi alla fase finale mediante le qualificazioni canoniche. Ai sensi dell'articolo 16 del regolamento ufficiale, le nazionali vengono individuate come segue:
- Vengono ripartiti quattro posti per ognuna delle leghe della UEFA Nations League della stagione precedente iniziando dalla Lega D e terminando alla Lega A.
- Le vincitrici dei gironi delle suddette leghe accedono automaticamente a questa fase a meno che non si siano qualificate alla fase finale tramite le qualificazioni canoniche.
- Se una o più vincitrici dei gironi si sono qualificate alla fase finale tramite le qualificazioni canoniche, il loro posto viene preso dalle nazionali non qualificate con la più alta posizione di classifica all'interno della stessa lega.
- Se per una o più leghe ci sono ancora dei posti vacanti, questi vengono presi dalle nazionali non qualificate con la più alta posizione all'interno della classifica complessiva della UEFA Nations League 2018-2019.
- Se per una o più leghe ci sono più di quattro nazionali qualificate agli spareggi (cosa che ad esempio si verifica quando si applica il quarto criterio di selezione delle nazionali), le squadre "in avanzo" devono essere allocate nelle leghe superiori per mezzo di un sorteggio che, anche in questo caso, inizia dalla Lega D e termina alla Lega A. Il sorteggio tiene conto dei seguenti criteri:

1. Le vincitrici dei gironi devono essere allocate nella propria lega d'appartenenza della UEFA Nations League.
2. Ogni lega deve contenere esclusivamente quattro nazionali.
3. Possono essere applicate condizioni aggiuntive, soggette all'approvazione del Comitato Esecutivo UEFA, compresi i criteri di qualificazione e la possibilità che una o più nazionali organizzatrici siano sorteggiate in leghe differenti.

#### Squadre qualificate
| Posizione | Lega A   | Lega B               | Lega C   | Lega D             |
| --------- | -------- | -------------------- | -------- | ------------------ |
| 1.        | Islanda  | Bosnia ed Erzegovina | Scozia   | Georgia            |
| 2.        | Bulgaria | Slovacchia           | Norvegia | Macedonia del Nord |
| 3.        | Ungheria | Irlanda              | Serbia   | Kosovo             |
| 4.        | Romania  | Irlanda del Nord     | Israele  | Bielorussia        |

### Incontri
L'abbinamento degli incontri viene regolato dell'articolo 17 del regolamento ufficiale il quale stabilisce che, per ogni lega, la nazionale con la migliore posizione di classifica gioca contro la peggiore, mentre la seconda gioca contro la terza. Per ogni finale viene svolto un sorteggio per capire quale nazionale giocherà in casa.

#### Lega A
| Squadra 1  | Risultato | Squadra 2 |
| ---------- | --------- | --------- |
| Semifinali |           |           |
| Islanda    | 2 - 1     | Romania   |
| Bulgaria   | 1 - 3     | Ungheria  |
| Finale     |           |           |
| Ungheria   | 2 - 1     | Islanda   |

#### Lega B
| Squadra 1            | Risultato       | Squadra 2        |
| -------------------- | --------------- | ---------------- |
| Semifinali           |                 |                  |
| Bosnia ed Erzegovina | 1 - 1 (3-4 dtr) | Irlanda del Nord |
| Slovacchia           | 0 - 0 (4-2 dtr) | Irlanda          |
| Finale               |                 |                  |
| Irlanda del Nord     | 1 - 2 (dts)     | Slovacchia       |

#### Lega C
| Squadra 1  | Risultato       | Squadra 2 |
| ---------- | --------------- | --------- |
| Semifinali |                 |           |
| Scozia     | 0 - 0 (5-3 dtr) | Israele   |
| Norvegia   | 1 - 2 (dts)     | Serbia    |
| Finale     |                 |           |
| Serbia     | 1 - 1 (4-5 dtr) | Scozia    |

#### Lega D
| Squadra 1          | Risultato | Squadra 2          |
| ------------------ | --------- | ------------------ |
| Semifinali         |           |                    |
| Georgia            | 1 - 0     | Bielorussia        |
| Macedonia del Nord | 2 - 1     | Kosovo             |
| Finale             |           |                    |
| Georgia            | 0 - 1     | Macedonia del Nord |

## Record
Squadre
- Maggior numero di vittorie: Belgio e Italia (10)
- Maggior numero di pareggi: Norvegia (5)
- Maggior numero di sconfitte: San Marino (10)
- Minor numero di vittorie: Azerbaigian, Estonia, Gibilterra, Liechtenstein, Lituania, Montenegro e San Marino (0)
- Minor numero di pareggi: Belgio, Fær Øer, Finlandia, Germania, Inghilterra, Italia, Lettonia, Malta, Moldavia, Repubblica Ceca, Russia, San Marino, Scozia e Ungheria (0)
- Minor numero di sconfitte: Belgio, Danimarca, Italia, Spagna e Ucraina (0)
- Miglior attacco: Belgio (40 gol fatti)
- Peggior attacco: San Marino (1 gol fatto)
- Miglior difesa: Belgio e Turchia (3 gol subiti)
- Peggior difesa: San Marino (51 gol subiti)
- Miglior differenza reti: Belgio (+37)
- Peggior differenza reti: San Marino (-50)
- Miglior serie positiva: Belgio, Danimarca, Italia, Spagna e Ucraina (10, 1ª-10ª)
- Peggior serie negativa: Azerbaigian, Estonia, Gibilterra, Liechtenstein, Lituania, Montenegro e San Marino (10, 1ª-10ª)
- Maggior numero di vittorie consecutive: Belgio e Italia (10, 1ª-10ª)
- Maggior numero di sconfitte consecutive: San Marino (10, 1ª-10ª)

Partite
- Partita con più gol: Italia-Armenia 9-1 (10 gol)
- Partita con maggior scarto di gol: Belgio-San Marino 9-0 e Russia-San Marino 9-0 (9 gol di scarto)

## Classifica marcatori
12 reti
- Harry Kane (4 rigori)

11 reti
- Eran Zahavi

- Cristiano Ronaldo (3 rigori)

10 reti
- Teemu Pukki (3 rigori)

- Aleksandar Mitrović

9 reti
- Artëm Dzjuba (1 rigore)

8 reti
- Serge Gnabry

- Raheem Sterling

- Georginio Wijnaldum

7 reti
- Romelu Lukaku

- John McGinn

6 reti
- Marko Arnautović (2 rigori)
- Olivier Giroud (2 rigori)

- Memphis Depay (1 rigore)
- Robert Lewandowski (1 rigore)

- Claudiu Keșerü

5 reti
- Eden Hazard (1 rigore)
- Christian Eriksen (3 rigori)
- Joshua King (3 rigori)

- George Pușcaș
- Denis Čeryšev
- Robin Quaison

- Cenk Tosun

4 reti
- Sokol Çikalleshi (1 rigore)
- Michy Batshuayi (1 rigore)
- Kevin De Bruyne
- Amer Gojak
- Iōannīs Kousoulos
- Pieros Sōtīriou (2 rigori)
- Bruno Petković
- Christian Gytkjær

- Leon Goretzka
- Ross Barkley
- Moanes Dabour
- Andrea Belotti
- Vedat Muriqi (1 rigore)
- Eljif Elmas
- Alexander Sørloth
- Krzysztof Piątek

- Josip Iličić (2 rigori)
- Patrik Schick (1 rigore)
- Álvaro Morata (1 rigore)
- Sergio Ramos (3 rigori)
- Rodrigo
- Roman Jaremčuk

3 reti
- Tigran Barseġyan
- Alek'sandr Karapetyan
- Henrix Mxit'aryan (1 rigore)
- Christian Benteke
- Edin Džeko
- Armin Hodžić
- Miralem Pjanić (1 rigore)
- Ivan Perišić
- Nikola Vlašić
- Martin Braithwaite
- Robert Skov
- Kingsley Coman
- Antoine Griezmann
- Kylian Mbappé

- İlkay Gündoğan (1 rigore)
- Toni Kroos (1 rigore)
- Marco Reus
- Leroy Sané
- Kōstas Fortounīs (1 rigore)
- Marcus Rashford
- Josh Magennis
- Birkir Bjarnason
- Kolbeinn Sigþórsson
- Nicolò Barella
- Ciro Immobile
- Lorenzo Insigne
- Jorginho (3 rigori)
- Baqtııaar Zaınýtdınov

- Gerson Rodrigues
- David Turpel
- Bjørn Maars Johnsen
- Bernardo Silva
- Róbert Boženík
- Marek Hamšík
- Paco Alcácer
- Gerard Moreno
- Viktor Claesson
- Alexander Isak
- Cedric Itten
- Kaan Ayhan
- Viktor Cyhankov
- Ruslan Malinovs'kyj

2 reti
- Bekim Balaj
- Rey Manaj
- Cristian Martínez
- Geworg Ġazaryan
- Valentino Lazaro
- Marcel Sabitzer
- Mahir Emreli
- Ramil Şeydayev
- Toby Alderweireld
- Timothy Castagne
- Nacer Chadli
- Dries Mertens
- Youri Tielemans
- Edin Višća
- Vasil Božikov
- Giōrgos Efraim
- Nicholas Ioannou
- Luka Modrić (1 rigore)
- Kasper Dolberg
- Yussuf Poulsen
- Fredrik Jensen
- Wissam Ben Yedder
- Raphaël Varane

- Gareth Bale
- Kieffer Moore
- Aaron Ramsey
- Timo Werner
- Jadon Sancho
- Gylfi Sigurðsson
- Ragnar Sigurðsson
- Federico Bernardeschi
- Moise Kean
- Fabio Quagliarella (2 rigori)
- Alessio Romagnoli
- Marco Verratti
- Nicolò Zaniolo
- Alekseý Şçetkïn
- Ğafwrjan Swyumbayev
- Valon Berisha
- Milot Rashica
- Arvydas Novikovas (1 rigore)
- Enis Bardhi
- Stefan Mugoša
- Ryan Babel
- William Carvalho
- Gonçalo Guedes

- Alexandru Mitriță
- Aleksandr Golovin
- Aleksej Ionov
- Magomed Ozdoev
- Fëdor Smolov
- Nemanja Radonjić
- Dušan Tadić (2 rigori)
- Juraj Kucka
- Domen Črnigoj
- Andraž Šporar
- Benjamin Verbič
- Miha Zajc
- Jesús Navas
- Mikel Oyarzabal
- Marcus Berg
- Sebastian Larsson (2 rigori)
- Granit Xhaka
- Denis Zakaria
- Enes Ünal (1 rigore)
- Jevhen Konopljanka
- Willi Orban
- Máté Pátkai

1 rete
- Amir Abrashi
- Keidi Bare
- Kastriot Dermaku
- Elseid Hysaj
- Ylber Ramadani
- Odise Roshi
- Armando Sadiku
- Lorenc Trashi
- Marc Vales
- Edgar Babayan
- Hovhannes Hambarjowmyan
- David Alaba
- Guido Burgstaller
- Michael Gregoritsch
- Martin Hinteregger
- Konrad Laimer
- Stefan Lainer
- Stefan Posch
- Təmkin Xəlilzadə
- Yannick Carrasco
- Thorgan Hazard
- Thomas Meunier
- Thomas Vermaelen
- Yari Verschaeren (1 rigore)
- Stanislaŭ Drahun
- Mikita Navumaŭ
- Maksim Skavyš
- Ihar Stasevič
- Eldar Čivić
- Izet Hajrović
- Rade Krunić
- Deni Milošević
- Kristijan Dimitrov
- Ismail Isa
- Todor Nedelev (1 rigore)
- Ivelin Popov
- Kōstakīs Artymatas
- Kōstas Laïfīs
- Fōtīs Papoulīs
- Borna Barišić
- Andrej Kramarić
- Dejan Lovren
- Ante Rebić
- Henrik Dalsgaard
- Thomas Delaney
- Pierre-Emile Højbjerg
- Mathias Jørgensen
- Erik Sorga
- Konstantin Vassiljev
- Rógvi Baldvinsson
- Viljormur Davidsen (1 rigore)
- Klæmint Olsen
- Jákup Thomsen
- Benjamin Källman
- Joel Pohjanpalo
- Pyry Soiri
- Jasse Tuominen
- Jonathan Ikoné
- Clément Lenglet
- Florian Thauvin
- Corentin Tolisso
- Samuel Umtiti
- Kurt Zouma
- David Brooks
- Daniel James
- Harry Wilson
- Vato Arveladze (1 rigore)
- Valerian Gvilia
- Jaba K'ank'ava
- Giorgi Kharaishvili
- Giorgi Kvilitaia
- Saba Lobzhanidze
- Giorgi Papunashvili
- Julian Brandt
- Matthias Ginter
- Marcel Halstenberg
- Nico Schulz
- Lee Casciaro
- Roy Chipolina
- Reece Styche
- Anastasios Dōnīs
- Kōstas Galanopoulos
- Dīmītrīs Kolovos
- Dīmītrīs Limnios
- Petros Mantalos
- Giōrgos Masouras

- Vaggelīs Paulidīs
- Zeca
- Tammy Abraham
- Michael Keane
- Mason Mount
- Alex Oxlade-Chamberlain
- Harry Winks
- Robbie Brady
- Matt Doherty
- Shane Duffy
- Jeff Hendrick
- Conor Hourihane
- David McGoldrick
- Steven Davis (1 rigore)
- Jonny Evans
- Niall McGinn
- Michael Smith
- Paddy McNair
- Conor Washington
- Jón Daði Böðvarsson
- Jóhann Berg Guðmundsson
- Viðar Örn Kjartansson
- Arnór Sigurðsson
- Bibras Natkho
- Francesco Acerbi
- Leonardo Bonucci
- Federico Chiesa
- Stephan El Shaarawy
- Riccardo Orsolini
- Leonardo Pavoletti
- Lorenzo Pellegrini
- Stefano Sensi
- Temirlan Erlanov
- Maxïm Fedïn
- Bawırjan Ïslamxan
- Ïslambek Qwat
- Iýrıı Persýh
- Ian Vorogovskıı
- Atdhe Nuhiu
- Elbasan Rashani
- Amir Rrahmani
- Mërgim Vojvoda
- Arbër Zeneli
- Vladimirs Kamešs
- Mārcis Ošs
- Yanik Frick
- Dennis Salanović
- Vytautas Andriuškevičius
- Fiodor Černych
- Donatas Kazlauskas
- Leandro Barreiro
- Arijan Ademi
- Ezgjan Alioski
- Boban Nikolov
- Goran Pandev
- Vlatko Stojanovski
- Steve Borg (1 rigore)
- Paul Fenech
- Kyrian Nwoko
- Vladimir Ambros
- Igor Armaș
- Nicolae Milinceanu
- Vadim Rață
- Marko Vešović
- Sander Berge
- Tarik Elyounoussi
- Iver Fossum
- Stefan Johansen
- Ola Kamara
- Martin Ødegaard
- Tore Reginiussen
- Nathan Aké
- Myron Boadu
- Virgil van Dijk
- Frenkie de Jong
- Luuk de Jong
- Matthijs de Ligt
- Donyell Malen
- Przemysław Frankowski
- Kamil Glik
- Jacek Góralski
- Kamil Grosicki
- Damian Kądzior
- Grzegorz Krychowiak
- Arkadiusz Milik
- Sebastian Szymański

- Danilo Pereira
- Bruno Fernandes
- Gonçalo Paciência
- Pizzi
- Jakub Brabec
- Ondřej Čelůstka
- Vladimír Darida (1 rigore)
- Jakub Jankto
- Alex Král
- Lukáš Masopust
- Zdeněk Ondrášek
- Tomáš Souček
- Florin Andone
- Alexandru Chipciu
- Ciprian Deac
- Dennis Man
- Georgij Džikija
- Mário Fernandes
- Nikolaj Komličenko
- Fëdor Kudrjašov
- Daler Kuzjaev
- Aleksej Mirančuk
- Anton Mirančuk
- Sergej Petrov
- Filippo Berardi
- Stuart Armstrong
- Oliver Burke
- Ryan Christie
- Stuart Findlay
- Kenny McLean
- Steven Naismith
- Andrew Robertson
- Johnny Russell
- Lawrence Shankland
- Luka Jović
- Adem Ljajić
- Nikola Milenković
- Ondrej Duda
- Dávid Hancko
- Stanislav Lobotka
- Róbert Mak
- Albert Rusnák
- Roman Bezjak
- Tim Matavž
- Aljaž Struna
- Santi Cazorla
- José Luis Gayà
- Dani Olmo
- Fabián Ruiz
- Pablo Sarabia
- Saúl
- Pau Torres
- Sebastian Andersson
- Marcus Danielson
- Emil Forsberg
- John Guidetti
- Victor Lindelöf
- Mattias Svanberg
- Loris Benito
- Breel-Donald Embolo
- Christian Fassnacht
- Edimilson Fernandes
- Remo Freuler
- Mario Gavranović
- Admir Mehmedi
- Ricardo Rodríguez
- Fabian Schär
- Haris Seferović
- Ruben Vargas
- Steven Zuber
- Hakan Çalhanoğlu
- Hasan Ali Kaldırım
- Dorukhan Toköz
- Ozan Tufan
- Deniz Türüç
- Cengiz Ünder
- Yusuf Yazıcı
- Burak Yılmaz
- Artem Bjesjedin
- Andrij Jarmolenko
- Marlos
- Oleksandr Zinčenko
- Dávid Holman
- Mihály Korhut
- Ádám Szalai
- Dominik Szoboszlai

Autoreti
- Aram Hayrapetyan (1, pro  Italia)
- Martin Hinteregger (1, pro  Macedonia del Nord)
- Pavlo Pašajev (1, pro  Galles)
- Adnan Kovačević (1, pro  Grecia)
- Stjepan Lončar (1, pro  Armenia)
- Kypros Christoforou (1, pro  Belgio)
- Teitur Gestsson (1, pro  Spagna)
- James Lawrence (1, pro  Croazia)
- Jonathan Tah (1, pro  Paesi Bassi)

- Joseph Chipolina (1, pro  Irlanda)
- Abzal Beýsebekov (1, pro  Russia)
- Mërgim Vojvoda (1, pro  Inghilterra)
- Pāvels Šteinbors (1, pro  Austria)
- Igors Tarasovs (1, pro  Slovenia)
- Andreas Malin (1, pro  Bosnia ed Erzegovina)
- Gerson Rodrigues (1, pro  Ucraina)
- Egzon Bejtulai (1, pro  Austria)
- Darko Velkoski (1, pro  Lettonia)

- Andrei Agius (1, pro  Svezia)
- Boris Kopitović (1, pro  Rep. Ceca)
- Aleksandar Šofranac (1, pro  Inghilterra)
- Håvard Nordtveit (1, pro  Svezia)
- Tomáš Kalas (1, pro  Inghilterra)
- Adrián Rus (1, pro  Spagna)
- Cristian Brolli (1, pro  Belgio)
- Michele Cevoli (1, pro  Russia)
- Stephen O'Donnell (1, pro  Russia)